# Bathynomus
Bathynomus A. Milne Edwards, 1879 è un genere di isopodi di grandi dimensioni. La specie tipo, Bathynomus giganteus, è sovente considerato il più grande isopode al mondo, anche se vi sono altre specie di Bathynomus altrettanto grandi benché meno conosciute come B. kensleyi.
Il genere è stato descritto scientificamente per la prima volta nel 1879 dallo zoologo francese Alphonse Milne-Edwards, dopo che Alexander Agassiz ebbe raccolto un esemplare immaturo maschio di B. giganteus nel Golfo del Messico. Si trattò all'epoca di un'importante scoperta, dato che da poco era stata sdoganata l'idea che i fondi oceanici non fossero sterili e privi di vita, grazie ai lavori di Sir Charles Wyville Thomson e colleghi. Il primo esemplare femmina è stato raccolto nel 1891.
I pochi esemplari catturati in America e Giappone con esche, sono a volte ospitati negli acquari.

## Descrizione
Le specie di Bathynomus sono un buon esempio di gigantismo abissale (come per i calamari giganti): sono molto più grandi degli isopodi "tipici", i quali misurano fino a 5 cm. Bathynomus è informalmente diviso fra specie "giganti" (dove gli adulti misurano circa 15 cm) e "super-giganti" (con esemplari lunghi fino a 50 cm). Fra le "super-giganti", la B. giganteus raggiunge una lunghezza media di 36 cm, mentre l'esemplare più grosso pescato misurava 76 cm e pesava 1,7 kg.
Le specie di Bathynomus hanno una particolare somiglianza morfologica con gli Oniscidea, isopodi terrestri con i quali sono imparentati. Hanno il corpo protetto da un esoscheletro calcareo rigido, composti da segmenti sovrapposti. Possono arrotolarsi a palla, in posizione difensiva, esponendo verso l'esterno solamente il carapace, come alcuni Oniscidea fanno.
Il primo segmento dell'esoscheletro è fuso con la testa; anche il segmento posteriore è sovente fuso, costituendo così uno "scudo caudale" sopra l'addome (pleon). Gli occhi sono composti da circa 4000 faccette, sessili e separate sulla testa. Le antenne sono due. Le zampe toraciche (pereiopodi) sono uniramose e raggruppate in sette paia, il primo dei quali è composto da appendici modificate per manipolare e portare il cibo ai quattro gruppi di mascelle. L'addome ha cinque segmenti chiamati pleoniti, ciascuno con un paio di pleopodi biramosi che sono adattati per il nuoto e portano rami, delle strutture respiratorie appiattite che fungono da branchie. La forma e dimensione dei margini degli endopodi uropodali laterali, mediali e distali sono tratti che caratterizzano le varie specie di Bathynomus.
I Bathynomus sono di un colore viola pallido.

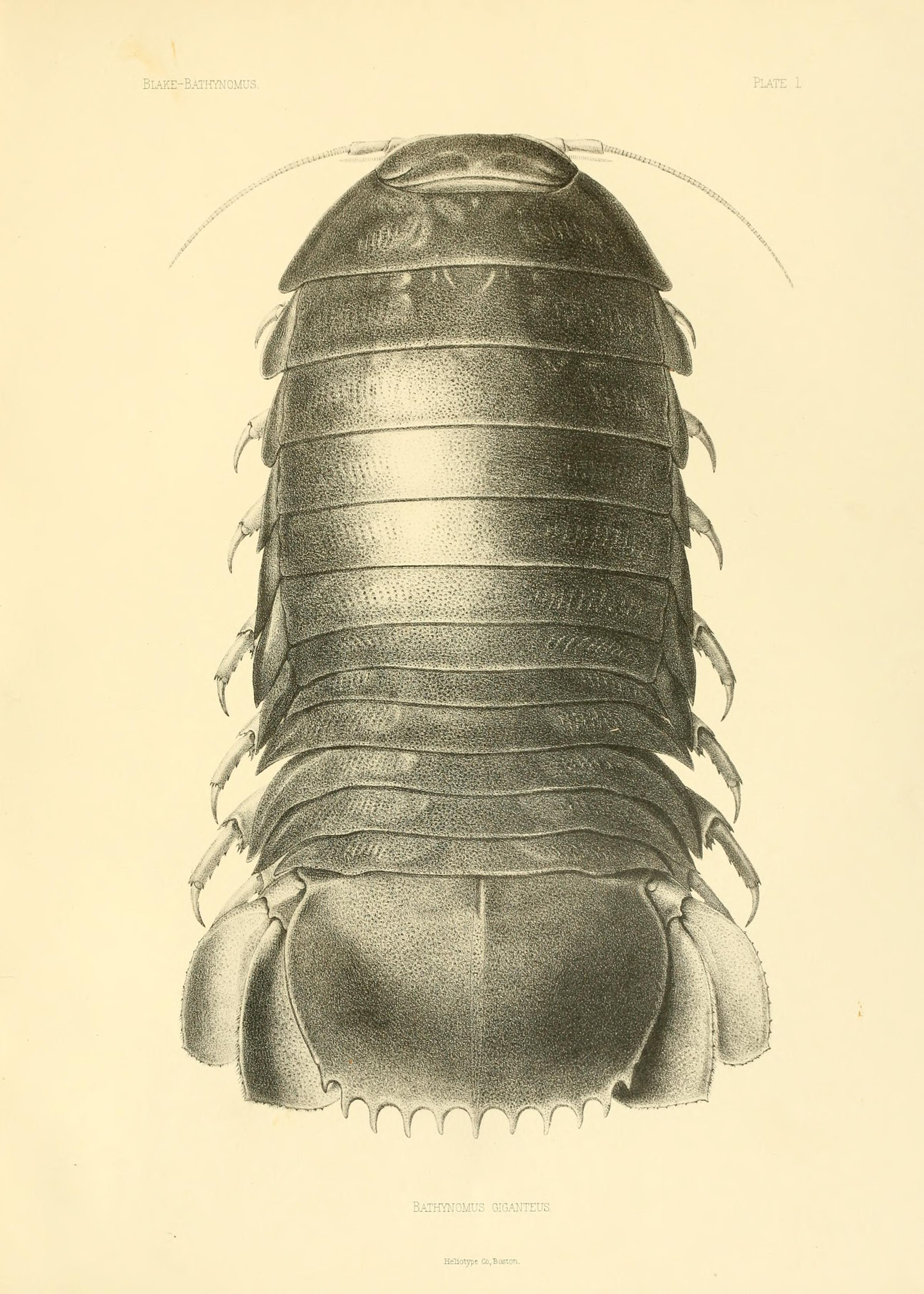
vista dorsale
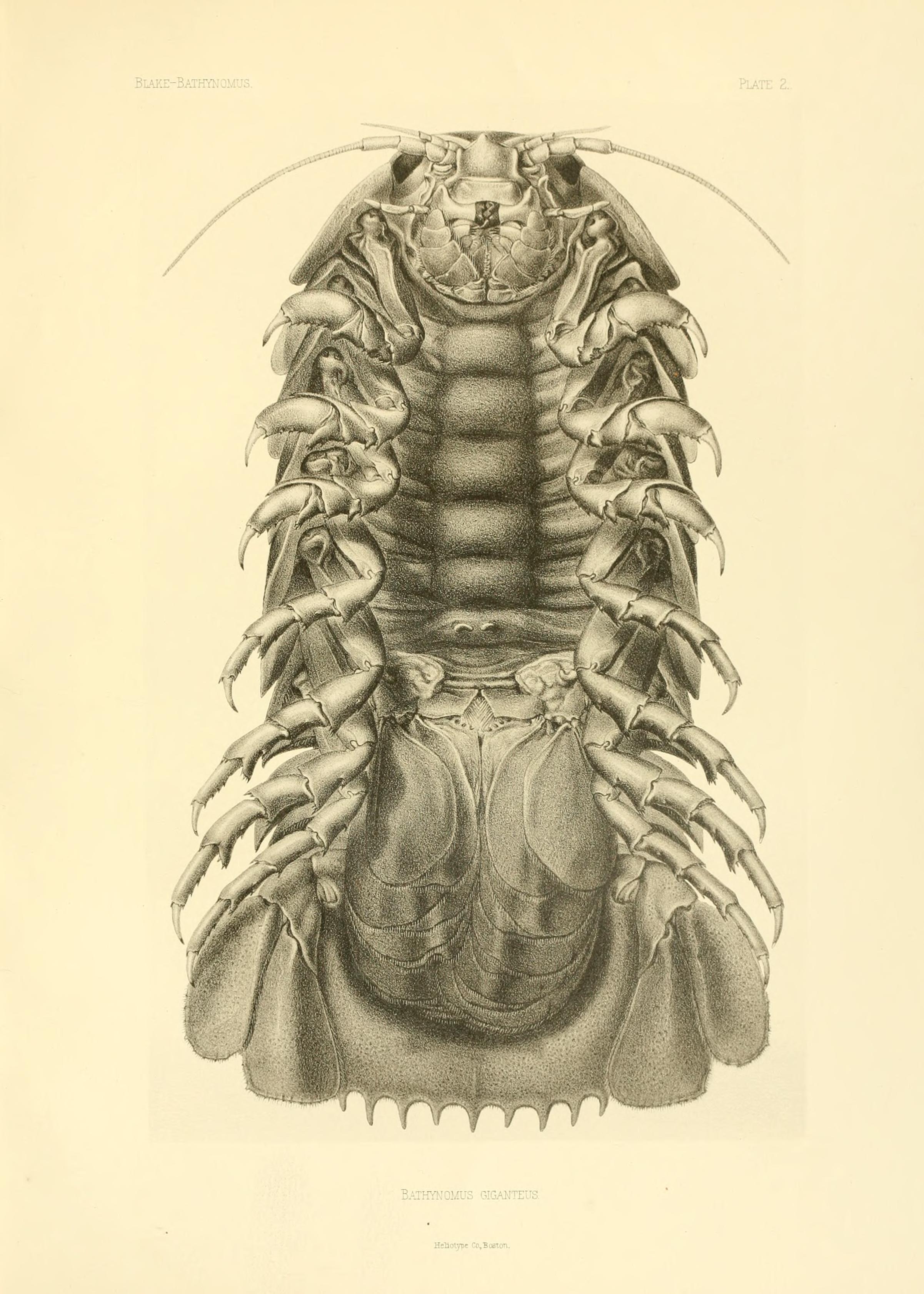
vista ventrale
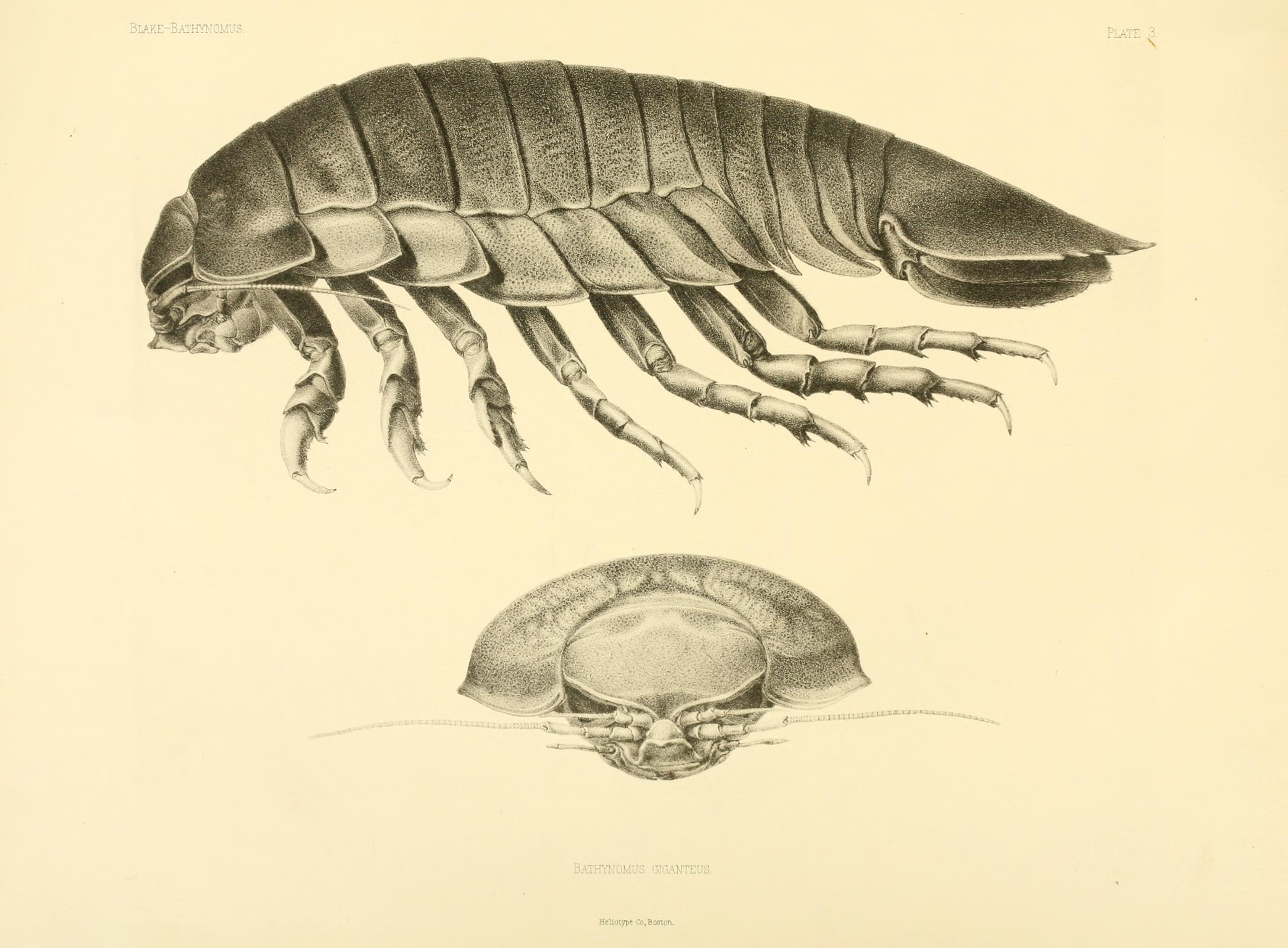
vista laterale e testa
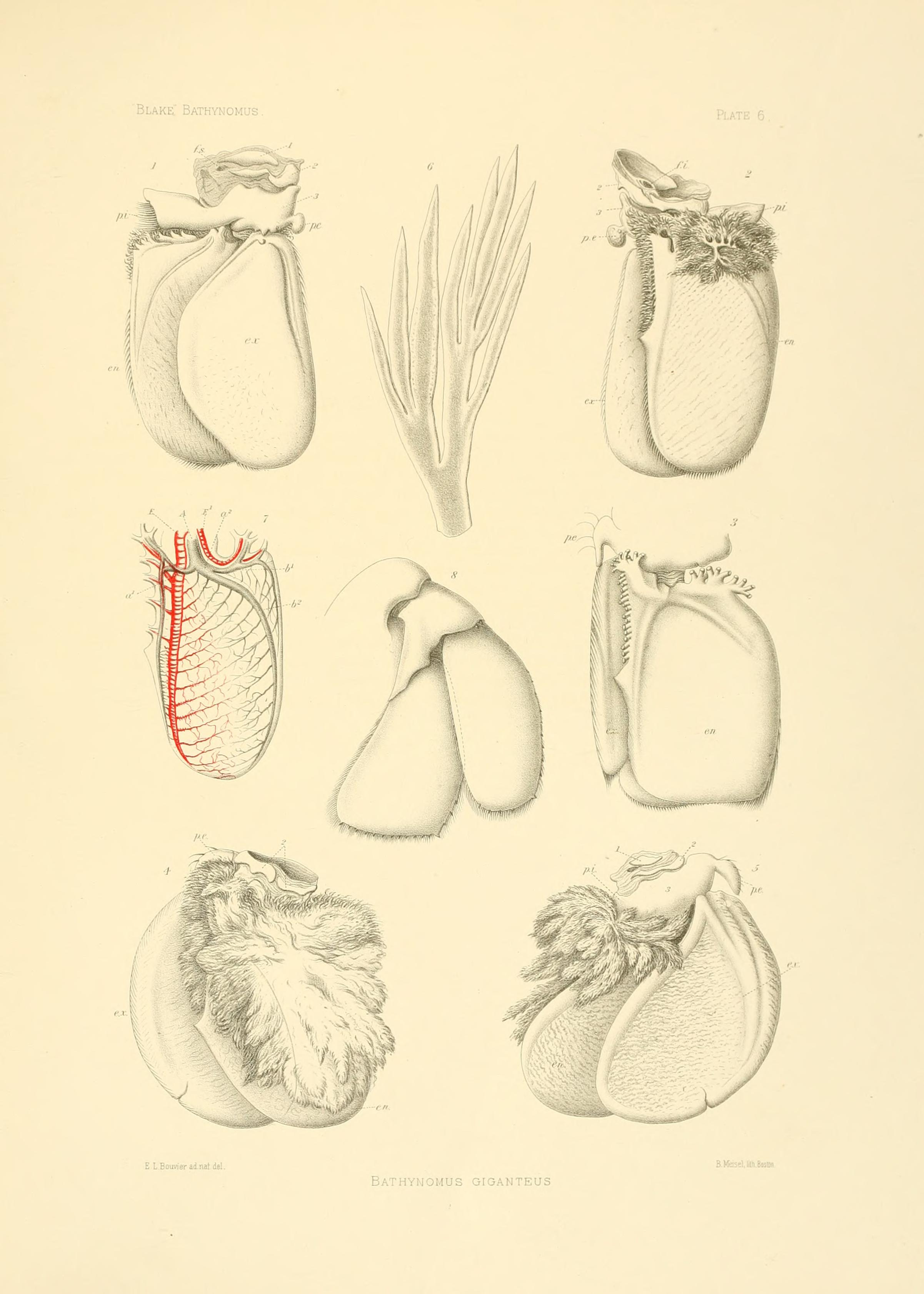
pleiopodi
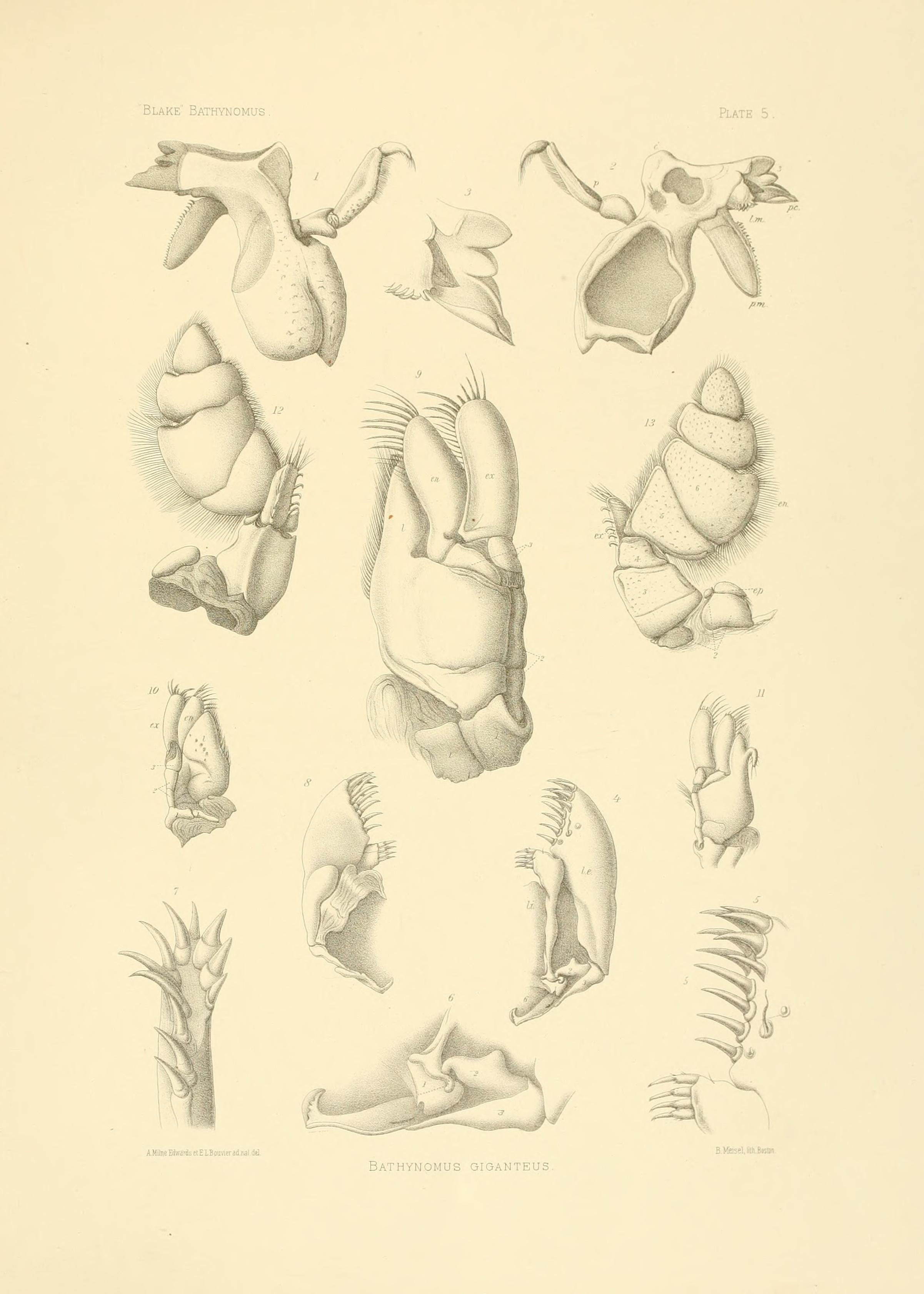
mandibole

## Distribuzione

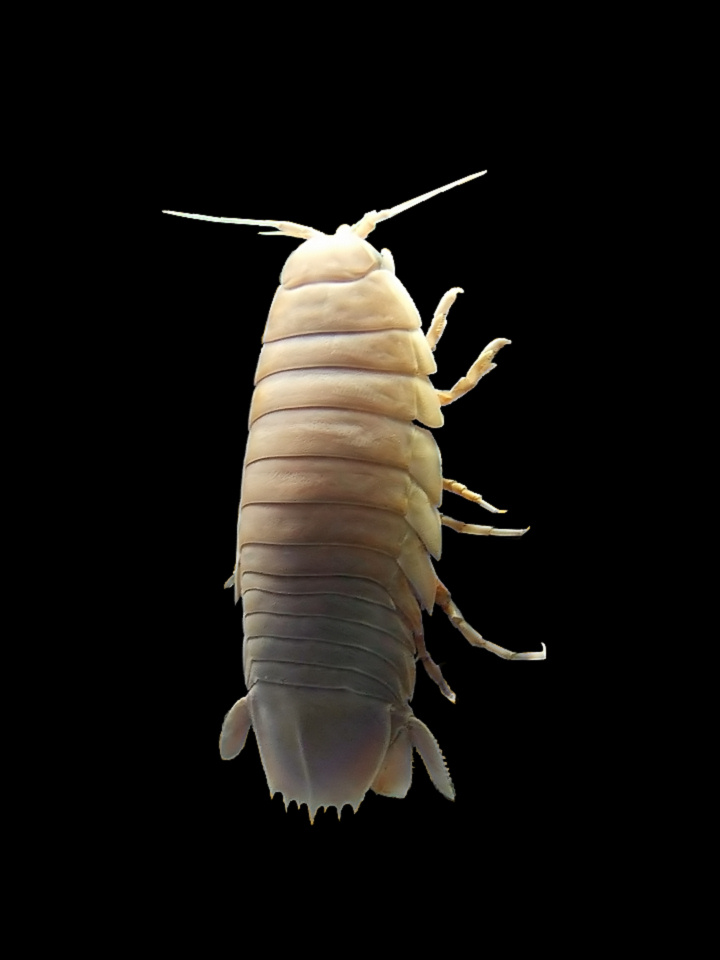
B. doederleinii

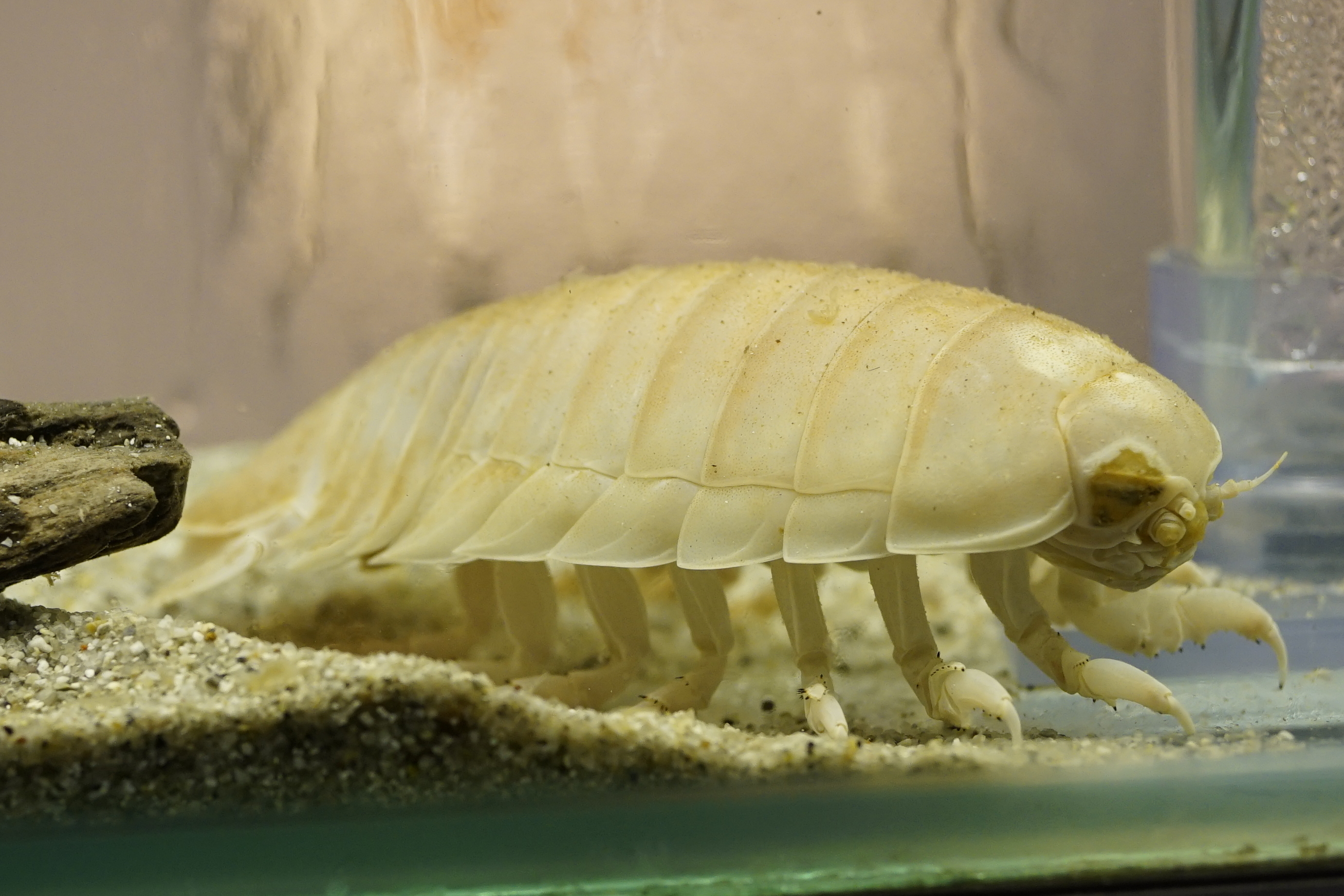
B. richeri

I Bathynomus si trovano nelle acque fredde e profonde degli oceani Atlantico, Pacifico e Indiano. Isopodi giganti sono stati registrati nell'Atlantico occidentale, al largo delle coste della Georgia e fino al Brasile, includendo il Golfo del Messico ed i Caraibi. Le sole tre specie note nell'Atlantico sono B. obtusus, B. miyarei e B. giganteus. Tutte le altre specie di Bathynomus sono presenti nell'area Indo-Pacifica mentre non sono note specie nell'Atlantico orientale e nell'est Pacifico. Cinque specie sono note al largo delle coste dell'est australiano ed è possibile che altre regioni poco esplorate ospitino specie non ancora note. In generale, la distribuzione degli isopodi giganti è nota solo parzialmente.

## Biologia
Gli isopodi giganti sono degli importanti spazzini dell'ambiente bentonico profondo. I Bathynomus si trovano nelle zone sub-litoranee poco illuminate a 170 m di profondità, fino sul piano batiale a 2140 m dove la pressione è elevata, la luce assente e la temperatura molto bassa. Poche sono le specie rinvenute a profondità (relativamente) bassa: i B. miyarei vivono fra i 22 e 280 m, i poco conosciuti B. decemspinosus si trovano sui 70–80 m e B. doederleini sono stati visti sui 100 m. Il record di profondità per gli isopodi giganti è di 2500 m B. kensleyi, ma questa specie frequenta anche le acque meno profonde a 300 m. Più dell'80% degli esemplari di B. giganteus sono stati rinvenuti fra 365 m e 730 m, ma sembra che questa specie viva al di sotto degli 800 m di profondità.
È più comune che le specie "super-giganti" vivano sul piano batiale. Questo è infatti dovuto al fenomeno del cosiddetto gigantismo abissale. Isopodi giganti sono comunque stati rinvenuti fino ad 8000 metri, questo fa di loro, assieme ai crinoidi, una delle specie animali che abitano gli oceani più in profondità. I Bathynomus vivono in acque fredde, anche se sono stati visti in acque temperate di 20 °C. Si suppone che i B. doederleinii smettano di nutrirsi quando la temperatura dell'acqua scende sotto ai 3 °C. Questo limite di temperatura spiegherebbe l'assenza di esemplari nelle regioni temperate e polari, dove l'acqua alle profondità frequentate dai Bathynomus è spesso molto vicina allo zero.: la presenza è quindi generalmente confinata alla zona compresa fra i 35 gradi di latitudine nord e sud. Vivono vite solitarie e sembrano preferire fondali fangosi o argillosi.

### Alimentazione
Anche se questi isopodi sono saprofagi generalisti, sono principalmente carnivori e si nutrono di balene, pesci o calamari morti; predano anche animali lenti, come cetrioli di mare, spugne, radiolari, nematodi e altra fauna benthonica. Un isopode gigante è stato una volta filmato mentre attaccava un pescecane intrappolato in una trappola di profondità, aggrappandosi sopra e mangiando la sua faccia.
Siccome il cibo è scarso nel bioma delle profondità oceaniche, i Bathynomus sono adattati a lunghi periodi di digiuno e possono sopravvivere oltre cinque anni senza cibo in cattività. Quando una fonte importante di cibo è a disposizione, i Bathynomus si nutrono a tal punto che la loro capacità motoria è compromessa. Uno studio, focalizzato sull'analisi del contenuto del sistema digerente di 1651 esemplari di B. giganteus ha mostrato che l'alimento più comune sono i pesci, seguiti dai cefalopodi e dai decapodi, in particolare gamberetti e specie di Galatheidae.

### Ciclo vitale
Studi sulla presenza stagionale di B. giganteus suggeriscono un picco della capacità riproduttiva nei mesi invernali e primaverili, forse a causa della scarsezza di cibo in estate.
Le femmine mature sviluppano una tasca di cova quando diventano sessualmente attive; la tasca è formata da oostegite sovrapposte che crescono dal bordo mediano dei pereiopodi. Le uova covate sono fra le più grandi degli invertebrati marini. I giovani isopodi escono dalla tasca completamente formati, ossia come esemplari adulti in miniatura noti come mancae; fa loro difetto solamente l'ultimo paio di pereiopodi.

## Tassonomia
Secondo World Register of Marine Species, le specie di Bathynomus identificate sono 17:
- B. affinis  Richardson, 1910
- B. brucei  Lowry & Dempsey, 2006
- B. bruscai  Lowry & Dempsey, 2006
- B. crosnieri  Lowry & Dempsey, 2006
- B. decemspinosus Shih, 1972
- B. doederleinii Ortmann, 1894
- B. giganteus A. Milne Edwards, 1879
- B. immanis  Bruce, 1986
- B. kapala Griffin, 1975
- B. keablei  Lowry & Dempsey, 2006
- B. kensleyi  Lowry & Dempsey, 2006
- B. lowryi  Bruce & Bussarawit, 2004
- B. miyarei Lemos de Castro, 1978
- B. obtusus Magalhaes & Young, 2003
- B. pelor  Bruce, 1986
- B. propinquus  Richardson, 1910 (nomen dubium)[21]
- B. richeri  Lowry & Dempsey, 2006

Le specie di Bathynomus sono strettamente imparentate con i Parabathynomus  K.H. Barnard, 1924 del Sudafrica.

## Fossili
Sulla base dei rinvenimenti fossili, si valuta che specie del genere Bathynomus esistono da più di 160 milioni di anni; da prima che si spezzasse il supercontinente Pangaea e quindi le diverse specie discendono da un antenato comune, poi evolutosi localmente e differenziandosi in specie diverse. Malgrado ciò, le specie del Pacifico, dell'Atlantico e dell'oceano Indiano sono molto simili, seppur con lievi differenze. Questa ridotta divergenza fenotipica è attribuita alla scarsa luminosità e all'uniformità del loro ambiente.